# Список объектов всемирного наследия ЮНЕСКО в Албании
В списке Всеми́рного насле́дия ЮНЕ́СКО Респу́блики Алба́ния значится 4 наименования (на 2019 год), это составляет 0,2 % от общего числа (1248 на 2025 год). 2 объекта включены в список по культурным критериям, 1 — по природным и 1 — по смешанным, культурно-природным. Кроме этого, по состоянию на 2019 год, 4 объекта на территории Албании находятся в числе кандидатов на включение в список всемирного наследия. Народная Социалистическая Республика Албания ратифицировала Конвенцию об охране всемирного культурного и природного наследия 10 июля 1989 года. Первый объект, находящийся на территории Албании, был занесён в список в 1992 году на 16-й сессии Комитета всемирного наследия ЮНЕСКО.

## Список
В данной таблице объекты расположены в порядке их добавления в список всемирного наследия ЮНЕСКО.
| # | Изображение | Название | Местоположение | Время создания  | Год внесения в список | №     | Критерии       |
| - | ----------- | --- | --- | --------------- | --------------------- | ----- | -------------- |
| 1 |             | Археологический музей-заповедник Бутринти (алб. Butrinti)                                                        | Ближайший город: Саранда Область: Влёра | VI век до н. э. | 1992 год              | № 570 | iii            |
| 2 |             | Исторические центры Берата и Гирокастры (алб. Berati/Gjirokastër)                                                | Область: Берат | IV век до н. э. | 2005 год              | № 569 | iii, iv        |
| 3 |             | Девственные буковые леса Карпат и других регионов Европы а) Река Гаши б) Ррайца                                  | Области: Кукес, Эльбасан (совместно с Австрией, Бельгией, Болгарией, Германией Испанией, Италией, Румынией, Словакией, Словенией, Украиной, Хорватией) | —               | 2017                  | 1133  | ix             |
| 4 |             | Природное и культурное наследие Охридского региона (алб. Trashëgimisë natyrore dhe kulturore të rajonit i Ohrit) | Области: Кукес, Эльбасан (совместно с Северной Македонией)                                                                                             | —               | 2019                  | 99    | i, iii, iv, vi |

## Предварительный список
В таблице объекты расположены в порядке их добавления в предварительный список. В данном списке указаны объекты, предложенные правительством Албании в качестве кандидатов на занесение в список всемирного наследия.
| # | Изображение | Название                                         | Местоположение                           | Время создания  | Год внесения в список | №    | Критерии   |
| - | ----------- | ------------------------------------------------ | ---------------------------------------- | --------------- | --------------------- | ---- | ---------- |
| 1 |             | Могилы в Бассе-Сельце (алб. Basse Selca)         | Ближайший город: Поградец Область: Корча | VI век до н. э. | 1996 год              | 909  | iii        |
| 2 |             | Амфитеатр в Дурресе (алб. Amfiteatri i Durrësit) | Область: Дуррес                          | I век           | 1996 год              | 910  | iv         |
| 3 |             | Древний город Аполлония (алб. Apolonia)          | Ближайший город: Фиери Область: Фиери    | VI век до н. э. | 2014 год              | 5885 | ii, iii, x |
| 4 |             | Крепость Баштова (алб. Kalaja e Bashtovës)       | Область: Тирана                          | XV век          | 2017 год              | 6259 | iv         |